# 霧の夜の哀愁
『霧の夜の哀愁』（きりのよるのあいしゅう）は、1966年10月5日に発売された、ジャニーズの10枚目のシングルである。

## 概要
ジャニーズが長期渡米して日本に居ない最中にリリース。
A面曲はあおいがリードボーカル、他のメンバーはコーラス。 B面曲は飯野がリードボーカル、他のメンバーはコーラス。
2023年10月時点 未CD化。

## 収録曲
A面、B面共に、作詞：佐伯孝夫/作曲・編曲：服部克久/演奏:ビクターオーケストラ
1. 霧の夜の哀愁[2:55]
2. 若者の帽子